# Cobadin
Cobadin é uma comuna romena localizada no distrito de Constanţa, na região de Dobruja. A comuna possui uma área de 188.41 km² e sua população era de 8893 habitantes segundo o censo de 2007.